# A Republikanska futbolna grupa 1965-1966
La A Republikanska futbolna grupa 1965-1966 fu la 42ª edizione della massima serie del campionato di calcio bulgaro disputato tra il 15 agosto 1965 e il 12 giugno 1966 e concluso con la vittoria del CSKA Septemvriysko zname Sofia, al suo tredicesimo titolo.
Capocannoniere del torneo fu Traycho Spasov del PFC Marek Dupnica con 21 reti.

## Formula
Come nella stagione precedente le squadre partecipanti furono sedici e disputarono un turno di andata e ritorno per un totale di trenta partite.
Le ultime due classificate retrocedettero in B RFG.
Le squadre ammesse alle coppe europee furono tre: i campioni nazionali alla Coppa dei Campioni 1966-1967, la vincitrice della Coppa di Bulgaria alla Coppa delle Coppe 1966-1967 più un ulteriore club di Plovdiv alla Coppa delle Fiere 1966-1967.

## Classifica finale
|    | Classifica                     | G  | V  | N  | P  | GF | GS | Dif | Pt |
| -- | ------------------------------ | -- | -- | -- | -- | -- | -- | --- | -- |
| 1  | CSKA Septemvriysko zname Sofia | 30 | 17 | 8  | 5  | 53 | 30 | +23 | 42 |
| 2  | Levski-Spartak Sofia (C)       | 30 | 15 | 11 | 4  | 59 | 31 | +28 | 41 |
| 3  | PFC Slavia Sofia (CB)          | 30 | 16 | 7  | 7  | 38 | 25 | +13 | 39 |
| 4  | Spartak Sofia                  | 30 | 14 | 8  | 8  | 45 | 30 | +15 | 36 |
| 5  | PFC Lokomotiv Plovdiv          | 30 | 12 | 7  | 11 | 36 | 33 | +3  | 31 |
| 6  | PFC Beroe Stara Zagora         | 30 | 10 | 10 | 10 | 41 | 41 | 0   | 30 |
| 7  | Dunav Ruse                     | 30 | 12 | 6  | 12 | 29 | 40 | -11 | 30 |
| 8  | PFC Lokomotiv Sofia            | 30 | 10 | 9  | 11 | 46 | 35 | +11 | 29 |
| 9  | Spartak Plovdiv                | 30 | 9  | 10 | 11 | 28 | 42 | -14 | 28 |
| 10 | Trakia Plovdiv                 | 30 | 9  | 9  | 12 | 41 | 39 | +2  | 27 |
| 11 | PFC Cherno More Varna          | 30 | 8  | 11 | 11 | 30 | 35 | -5  | 27 |
| 12 | PFC Marek Dupnica              | 30 | 9  | 9  | 12 | 39 | 51 | -12 | 27 |
| 13 | Botev Vraca                    | 30 | 9  | 7  | 14 | 30 | 41 | -11 | 25 |
| 14 | PFC Chernomorets Burgas (N)    | 30 | 8  | 9  | 13 | 34 | 48 | -14 | 25 |
| 15 | PFC Spartak Varna (N)          | 30 | 6  | 10 | 14 | 32 | 48 | -16 | 22 |
| 16 | PFC Spartak Pleven             | 30 | 6  | 9  | 15 | 30 | 42 | -12 | 21 |

- (C) Campione nella stagione precedente
- (N) squadra neopromossa
- (CB) vince la Coppa nazionale

### Verdetti
- CSKA Septemvriysko zname Sofia Campione di Bulgaria 1965-66.
- PFC Spartak Varna e PFC Spartak Pleven retrocesse in B PFG.

### Qualificazioni alle Coppe europee
- Coppa dei Campioni 1966-1967: CSKA Septemvriysko zname Sofia qualificato.
- Coppa delle Coppe 1966-1967: PFC Slavia Sofia qualificato.
- Coppa delle Fiere 1966-1967: Spartak Plovdiv selezionato come club di Plovdiv.